# Thiam Diombar
Thiam Diombar (né le 31 décembre 1959 à Walaldé, dans la commune d'Aéré M'Bar en Mauritanie), est un homme d'État mauritanien, et un ancien Ministre des Finances. 

## État civil
Thiam Diombar est marié et a cinq enfants.

## Postes occupés
- 1982 - 1986 : Chef de division du Contentieux à la Direction du Trésor
- 1986 - 1987 : Trésorier régional de l'Assaba puis percepteur du marché de la Sebkha
- 1989 - 1996 : Chef du service des Études à la Direction du Budget et des Comptes
- 1996 - 2007 : Directeur adjoint du Budget chargé des Études.

À ce titre, il a participé, depuis 1989, à toutes les négociations avec le FMI et la Banque mondiale, suivi et coordonné le Programme d'ajustement structurel (volet finances publiques).
- Février 2007 - Février 2008 : directeur des Domaines, de l'Enregistrement et du Timbre
- Février 2008 - Octobre 2008 : directeur général du Budget
- Octobre 2008 - Mars 2010 : directeur général des Impôts
- Mars 2010 - Janvier 2011 : Inspecteur général d’État
- Janvier - Février 2011 : directeur général du Trésor et de la Comptabilité publique
- 12 février 2015 - 1 juin 2017: ministre des Finances
- 16 novembre 2020, il est limogé de son poste de Conseiller du président par le président mauritanien Mohamed Ould Ghazouani.

## Diplômes
- 1972 : Certificat d’études primaires élémentaires (CEPE)
- 1976 : Brevet d’études du premier Cycle (BEPC)
- 1980 : Baccalauréat de l'énseignement Secondaire (Série A)
- 1982 : Inspecteur du Trésor
- 1988 : Administrateur des régies financières.

## Études
- 1981 - 1982 : École nationale d'administration (ENA) de Nouakchott
- 1987 - 1988 : École nationale des Services du Trésor (ENST) de Paris.